# Mad River
Mad River sono stati una band psichedelica statunitense.

## Storia
I Mad River si formarono all'Antioch College di Yellow Springs, Ohio, nel dicembre 1965. La banda prese il nome dal vicino fiume Mad. Si trasferirono prima a Washington e poi, dal marzo 1967, a Berkeley, in California. Arrivarono all'attenzione di Richard Brautigan che li lanciò. Pubblicarono un EP con l'etichetta Wee prima di firmare un contratto con la Capitol Records nel febbraio del 1968, anno in cui pubblicarono il loro primo LP omonimo. Il leader del gruppo era Lawrence Hammond. Pubblicarono un altro album prima di sciogliersi nel luglio 1969.

## Discografia
- 1968 - Mad River (Capitol Records, T/ST 2985)
- 1969 - Paradise Bar and Grill (Capitol Records, ST-185)